# Pat Martino
Pat Martino (Filadélfia, 25 de agosto de 1944 – 1 de novembro de 2021) foi um guitarrista de jazz norte-americano.

## Discografia
- Pat Martino (1966)- (Não lançado)
- El Hombre (1967) - Prestige
- Strings! (1967) - Prestige
- East! (1968) - Prestige
- Baiyina (The Clear Evidence) (1968)
- Desperado (1970) - Prestige
- The Visit (1972)
- Live! (1972)
- Head & Heart: Consciousness/Live (1972)
- Essence (1973)
- Consciousness (1974) - Muse
- Footprints (1975)
- Starbright (1976)
- The Return (1987)
- Interchange (1994) - Muse
- The Maker (1994) - Evidence
- Nightwings (1996) - Muse
- Cream (1997)
- All Sides Now (1997) - Blue Note
- Stone Blue (1998) - with Joyous Lake - Blue Note
- Comin' and Goin': Exit & the Return (1999)
- First Light (1999)
- Givin' Away the Store, Vol. 3 (2000)
- Live at Yoshi's (2001) - Blue Note
- Think Tank (2003) - Blue Note
- Timeless Pat Martino (2003)
- Starbright / Joyous Lake (2006)
- Remember (2006)